# Текући рачун
Овај чланак говори о макроекономском текућем рачуну. За дневне банковне рачуне погледајте Текући рачун (банкарство).
У економији, текући рачун земље је једна од две компоненте њеног платног биланса, друга је рачун капитала (такође познат као финансијски рачун). Текући рачун се састоји од трговинског биланса, нето примарне добити или текућег рачуна платног биланса (зараде од страних инвестиција умањених за плаћања страним инвеститорима) и нето новчаних трансфера, који су постојали у одређеном временском периоду. Биланс текућег рачуна је једно од два главна мерила спољне трговине земље (друго је нето одлив капитала). Суфицит текућег рачуна показује да је вредност нето стране активе (актива минус обавезе) повећана током одређеног периода, а дефицит указује на то да је смањена. Обрачун подразумева и државна и приватна плаћања. С обзиром на то да се роба и услуге начелно троше у текућем периоду, назива се текући рачун.

## Преглед
Текући рачун је важан индикатор здравља једне привреде. Дефинише се као сума трговинског биланса (извоз роба и услуга умањен за увоз), нето прихода из иностранства и нето текућих трансфера. Позитиван салдо текућег рачуна показује да је држава нето зајмодавац остатку света, док је негативан салдо показатељ да је нето дужник остатку света. Суфицит текућег рачуна повећава нето страну активу земље за износ суфицита, а дефицит је смањује за тај износ.
Трговински биланс земље је нето или је разлика између извоза и увоза роба и услуга, искључујући све финансијске трансфере, инвестиције и друге компоненте у одређеном периоду. За земљу се каже да има трговински суфицит ако је извоз већи од увоза, док дефицит значи да је увоз већи од извоза.
Позитивна нето продаја у иностранству доприноси суфициту текућег рачуна, док негативна нето продаја у иностранству доприноси дефициту текућег рачуна. Како извоз генерише позитивну нето продају и трговински биланс представља највећу компоненту текућег рачуна. Суфицит текућег рачуна се обично повезује са позитивним нето извозом.
У нето факторској добити или рачуну добити, исплате прихода су одливи, а уплате су приходи. Приходи представљају прилив од инвестиција у иностранству (напомена: инвестиције се евидентирају на рачуну капитала, али прилив од инвестиција се евидентира на текућем рачуну) и новца који појединци шаљу породици у матичну земљу, познатијег као новчана пошиљка. Ако је рачун прихода негативан, држава плаћа више него што добија на конто камате, дивиденди итд.
Различите поткатегорије на рачуну дохотка повезане су са специфичним респективним поткатегоријама на рачуну капитала, јер се доходак често састоји од факторских плаћања из власништва капитала (имовина) или негативног капитала (дугови) у иностранству. Са рачуна капитала, економисти и централне банке одређују имплицитне стопе приноса на различите врсте капитала. Сједињене државе, на пример, добијају знатно већу стопу повраћаја од страног капитала, него странци који поседују капитал Сједињених држава.
У традиционалном обрачуну платног биланса, текући рачун једнак је промени у нето страној активи. Дефицит текућег рачуна имплицира смањење нето стране активе:
Текући рачун = промена нето стране активе.
Ако привреда има дефицит текућег рачуна, онда апсорбује (апсорпција = домаћа потрошња + инвестиције + државна потрошња) више него што производи. Ово се може десити само ако јој неке друге привреде позајмљују своју штедњу (у форми дуга или директним/портфолио инвестирањем у привреду) или привреда смањује своју страну активу као што је званична девизна резерва.
С друге стране, ако привреда има суфицит текућег рачуна, апсорбује мање него што производи. То значи да штеди. Како је привреда отворена, ова штедња се улаже у иностранство, па се ствара страна актива.

## Калкулација
Обично се текући рачун рачуна сабирањем четири компоненте текућег рачуна: робе, услуга, прихода и текућих трансфера. 
РобаРоба је по природи стално у покрету, њом се тргује по свим земљама широм света. Када се обавља трансакција власништва одређеног добра из локалне земље у страну земљу, то се назива „извоз“. С друге стране, када се власник робе промени са локалног становника на странца, то се дефинише као „увоз“. При обрачуну текућег рачуна, извоз се означава као кредит (прилив новца), а увоз као дуг (одлив новца).
УслугеКада нематеријалне услуге (нпр. туризам) користи странац у локалној земљи, а локални становник прима новац од странца, ово се рачуна као извоз, а тиме и као кредит.
ПриходКредит дохотка настаје када домаћи појединац или компанија примају новац од стране компаније или појединца. Улагања стране компаније у домаћу или локалну владу, сматрају се задужењем.
Текући трансфериОдвијају се када нека страна земља једноставно обезбеђује валуту другој земљи, а ништа не прима заузврат. Обично се такви трансфери врше у облику донација, помоћи или службене помоћи.
Текући рачун земље се може рачунати према следећој формули:
{\displaystyle CA=(X-M)+NY+NCT}
CA је текући рачун, X и M су извоз и увоз роба и услуга, NY је нето приход из иностранства и NCT су нето текући трансфери.

## Смањење дефицита текућег рачуна
На биланс текућег рачуна земље утичу бројни фактори – политика трговине, курс, конкурентност, стопа инфлације итд. Како је трговински биланс (извоз минус увоз) генерално највећа детерминанта суфицита или дефицита, салдо текућег рачуна често показује циклични тренд.
Током јаке економске експанзије, обим увоза обично расте; ако извоз не буде могао да расте истом стопом, дефицит текућег рачуна ће се повећати. Насупрот томе, током рецесије, дефицит текућег рачуна ће се смањити ако се увоз смањи, а извоз повећа према снажнијим привредама. Курс валуте има значајан утицај на трговински биланс, а тиме и текући рачун. Прецењена валута чини увоз јефтинијим и извоз мање конкурентним, чиме се повећава дефицит текућег рачуна (или смањује суфицит). Потцењена валута, са друге стране, повећава извоз и чини увоз скупљим, чиме се повећава суфицит текућег рачуна (односно смањује дефицит).
Државе са хроничним дефицитом текућег рачуна често су под повећаним надзором инвеститора током периода повећане неизвесности. Валуте таквих земаља често се налазе под шпекулацијом. Ово ствара зачарани круг где се троше драгоцене девизне резерве да би се подржала домаћа валута, а то смањење девизних резерви, у комбинацији са погоршањем трговинског биланса, додатно оптерећује валуту. Земље које су најугроженије често су присиљене да предузму строге мере како би подржале валуту, као што су подизање каматних стопа и сузбијање одлива валуте.
Акција за смањење дефицита текућег рачуна обично укључује повећање извоза (роба која излази из земље и улази у стране земље) или смањење извоза (роба која долази из стране земље). Повећање извоза се остварује кроз рестрикције увоза, квоте, дажбине (иако оне могу индиректно да ограниче и извоз) или промовисањем извоза (кроз субвенције, царинске олакшице итд.). Утицај курса може да учини извоз јефтинијим за стране купце и што ће индиректно утицати на повећање платног биланса. Такође, ратови валута, феномен који је евидентиран у пост-рецесијским тржиштима је протекциона политика где земље обезвређују валуту да би обезбедиле извозну конкурентност. Друго, ефективно је и прилагођавање државне потрошње према домаћим добављачима. Мање очигледне методе за смањење дефицита текућег рачуна укључују и мере које повећавају домаћу штедњу (или смањење домаћег задуживања), укључујући смањење задуживања од стране владе.
Дефицит текућег рачуна није увек проблем. Пичфордова теза каже да дефицит текућег рачуна није битан, ако га покреће приватни сектор. Познат је и као поглед „сагласност одраслих“ на текући рачун, јер сматра да дефицити нису проблем ако су резултат тога да су агенти приватног сектора укључени у узајамно корисну трговину. Дефицит текућег рачуна ствара обавезу отплате страног капитала, а тај капитал се састоји од много појединачних трансакција. Пичфорд тврди да је свака од ових трансакција сматрана финансијски здравом у тренутку настајања, при чему је и њихов агрегатни ефекат (дефицит текућег рачуна) такође здрав. Дефицит подразумева да увозимо више роба и услуга него што извозимо.
Тачније, текући рачун је једнак: трговини робом (видљиви биланс), трговини у услугама (невидљиви биланс) - нпр. осигурање и услуге, инвестиционим приходима - нпр. дивиденде, камате и новчане пошиљке миграната из иностранства, нето трансферима - нпр. међународна помоћ. Текући рачун је у суштини извоз – увоз (+ нето биланс међународних инвестиција). Ако имамо дефицит текућег рачуна, са курсем склоним флуктуацији, то мора да буде уравнотежено суфицитом на финансијском рачуну / рачуну капитала.
Ако имамо дефицит текућег рачуна, у флуктуирајућем курсу то мора бити уравнотежено вишком на финансијском / рачуну капитала.

## Међународни односи у платном билансу
Главни чланак: Платни биланс
Платни биланс је место где земље бележе своје монетарне трансакције са остатком света. Трансакције су означене као кредитне или дебитне. Унутар платног биланса постоје три одвојене категорије под којима су категоризоване различите трансакције: текући рачун, рачун капитала и финансијски рачун. На текућем рачуну евидентирају се роба, услуге, приходи и текући трансфери. На рачуну капитала евидентирају се физичка средства као што су зграда или фабрика. На финансијском рачуну евидентирана су средства која припадају међународним монетарним токовима, на пример: пословне или портфолио инвестиције.
У одсуству промене у званичним резервама, текући рачун је огледало суме рачуна капитала и финансијских рачуна. Може се поставити питање: да ли се текући рачун покреће рачуном капитала и финансијским рачунима или обрнуто. Традиционални одговор је да је текући рачун главни узрочни фактор, са рачунима капитала и финансијским рачунима који одражавају финансирање дефицита или улагања средстава која настају као резултат вишка. Међутим, скорије је наведено да супротна узрочна веза може постојати у неким случајевима. Конкретно, сугерисано је да је дефицит текућег рачуна Сједињених држава вођен жељом међународних инвеститора да стекну америчку имовину (погледати Бен Бернанке, Вилијам Пул линкове изнад). Међутим, несумњиво, главно гледиште је да је узрочни фактор текући рачун и да позитиван финансијски рачун рефлектује потребу за финансирањем дефицита текућег рачуна земље.
Суфицити на текућем рачуну се суочавају са дефицитима текућег рачуна других држава, чија се задуженост према иностранству повећава. Према „Биланси механике“
Волфганга Штуцела, ово је описано као вишак трошкова у односу на приходе. Све већи дисбаланси у спољној трговини критички су разматрани као могући узрок финансијске кризе од 2007. године. Постојеће разлике између текућих рачуна у еврозони сматрају се главним узроком кризе евра од многих Кензијских економиста као што су Јанис Варуфакис, Хеинер Фласбек, Паул Кругман и Џозеф Стиглац.

## Дефицити рачуна Сједињених држава
Од 1989. године, дефицит текућег рачуна Сједињених држава је све већи, достиже близу 7% БДП-а у 2006. У 2011. био је највећи у свету. Међутим, нови докази сугеришу да су дефицити текућег рачуна САД ублажени позитивним ефектима вредновања. Односно, америчка имовина у иностранству добија на вредности у односу на домаћу, коју држе страни инвеститори. Нето страна актива Сједињених држава се не ремети дефицитом текућег рачуна. Међутим, најновије искуство је окренуло овај ефекат позитивног вредновања, с обзиром на то да се позиција нето стране активе погоршала за више од 2 трилиона долара у 2008, на мање од 18 трилиона долара, али се од тада повећала на 25 трилиона долара. Овај привремени пад је узрокован релативним недовољним резултатима домаћег власништва над страном активом (стране деонице) у поређењу са страним власништвом над домаћом активом (Амерички трезор и обвезнице).

## OECD квартална статистика међународне трговине
Организација за економску сарадњу и развој, OECD – међуардона економска организација 34 земље, основана 1961. с циљем промоције политике која унапређује економску и социјалну добробит људи широм света – производи кварталне извештаје за 34 земље чланице, поредећи статистику о платном билансу и међународној трговини у смислу биланса текућег рачуна у милијардама америчких долара као и постотак БДП-а.
На пример, према њиховом извештају, салдо текућег рачуна у милијардама америчких долара, може се упоредити за неколико земаља:
- Аустралија 2013 −51.39 и 2014 −43.69, са сваким кварталом у периоду 2013 Q1 до 2015 Q2 у распону од најнижег −14.81 у Q2 2015 до највишег −8.53 у Q1 2014. аустралијски биланс текућег рачуна у Q2 2015 био је до −14.81. Текући биланс у Q2 као проценат БДП-а био је −4.7%.
- Канада 2013 −54.62 и 2014 −37.46 са сваким кварталом у периоду 2013 Q1 до 2015 Q2 у распону од најнижег −14.63 у Q1 2015 до највишег −8.28 у Q3 2014. Канадски биланс текућег рачуна у Q2 2015 био је до −14.15. Текући биланс у Q2 као проценат БДП-а био је −3.5%.
- Кина 2013 148.33 и 2014 219.90 са сваким кварталом у периоду 2013 Q1 до 2015 Q2 у распону од најнижег 31.96 у Q4 2014 до највишег 75.58 у Q4 2013. Биланс текућег рачуна Кине у Q2 2015 био је до 73.03. Текући биланс у 2013. као проценат БДП-а био је 1,6%.
- Немачка 2013 238.61 и 2014 285.82 са сваким кварталом у периоду 2013 Q1 до 2015 Q2 у распону од најнижег 54.13 у Q3 2013 до највишег 68.89 у Q1 2014. Немачки биланс текућег рачуна у Q2 2015 био је до 68.39. Текући биланс у Q2 као проценат БДП-а био је 8,2%.
- Грчка 2013 −4.89 и 2014 −5.00 са сваким кварталом у периоду 2013 Q1 до 2015 Q2 у распону од најнижег −2.76 у Q1 2013 до највишег 0.01 у Q2 2015. Грчки биланс текућег рачуна у Q2 2015 био је до 0.01. Текући биланс у Q2 као проценат БДП-а био је 0.0.
- Сједињене државе 2013 −376.76 и 2014 −389.53 са сваким кварталом у периоду 2013 Q1 до 2015 Q2 у распону од најнижег −118.30 у Q1 2013 до највишег −81.63 у Q4 2013. Биланс текућег рачуна Сједињених држава Q2 2015 био је до −109.68. Текући биланс у Q2 као проценат БДП-а био је −2.4%.

Извештај пореди стање биланса услуга, извоза услуга, увоза услуга, биланса робе, извоза робе и увоз робе у милијардама америчких долара.

## World Factbook data
The World Factbook је референтни ресурс који је произвела ЦИА. Он прикупља податке и објављује онлајн отворене извештаје, поредећи биланс текућих рачуна земаља. Према World Factbook- у, салдо текућег рачуна пореди нето трговину у роби и услугама, уз нето зараде и нето трансферне исплате од остатка света, у току назначеног периода. Ове цифре се рачунају на основу курса. Првих десет земаља по билансу текућег рачуна, у 2014. години су:
1. Немачка: $286,400,000,000
2. Кина: $219,700,000,000
3. Холандија: $90,160,000,000
4. Јужна Кореја: $89,220,000,000
5. Саудијска Арабија: $76,920,000,000
6. Тајван: $65,420,000,000
7. Русија: $59,460,000,000
8. Сингапур: $58,770,000,000
9. Катар: $54,840,000,000
10. УАЕ: $54,630,000,000[17]

На истој листи последњих 10 земаља према билансу текућег рачуна у 2014. години:
185. Мексико: −$24,980,000,000
186. Индонезија: −$26,230,000,000
187. Француска: −$26,240,000,000
188. Индија: −$27,530,000,000
189. Европска унија: −$34,490,000,000 (2011 est)
190. Канада: −$37,500,000,000
191. Аустралија: −$43,750,000,000
192. Турска: −$46,530,000,000
193. Бразил: −$103,600,000,000
194. Уједињено Краљевство: −$173,900,000,000,
195. Сједињене државе: −$389,500,000,000

## Међународни монетарни фонд
У чланку који је издао ММФ 2012. године аутори тврде да дефицит текућег рачуна са већим инвестицијама и нижим уштедама може да указује на то да је привреда земље високопродуктивна и да расте. Уколико постоји вишак увоза у односу на извоз, могу да постоје проблеми у смислу конкурентности. Ниска уштеда и велика улагања могу да буду узроковани „непромишљеном фискалном политиком или потрошњом преко потрошње“. Кинески финансијски систем фаворизује акумулацију великих вишкова, док Сједињене државе имају „велике и трајне дефиците текућег рачуна“ што је створило трговински дебаланс.
Аутори напомињу:
Штавише, у пракси, приватни капитал често тече од развијених до напредних привреда. Напредне привреде, попут Сједињених држава, имају дефицит текућег рачуна, док земље у развоју и привреде у развоју често имају вишак или су барем близу вишка. Веома сиромашне земље, обично имају дефиците текућег рачуна, сразмерно бруто домаћем производу (БДП), који се финансирају из званичних субвенција и зајмова.
- Гош и Рамакришна, ММФ, 2012.